# 고분자

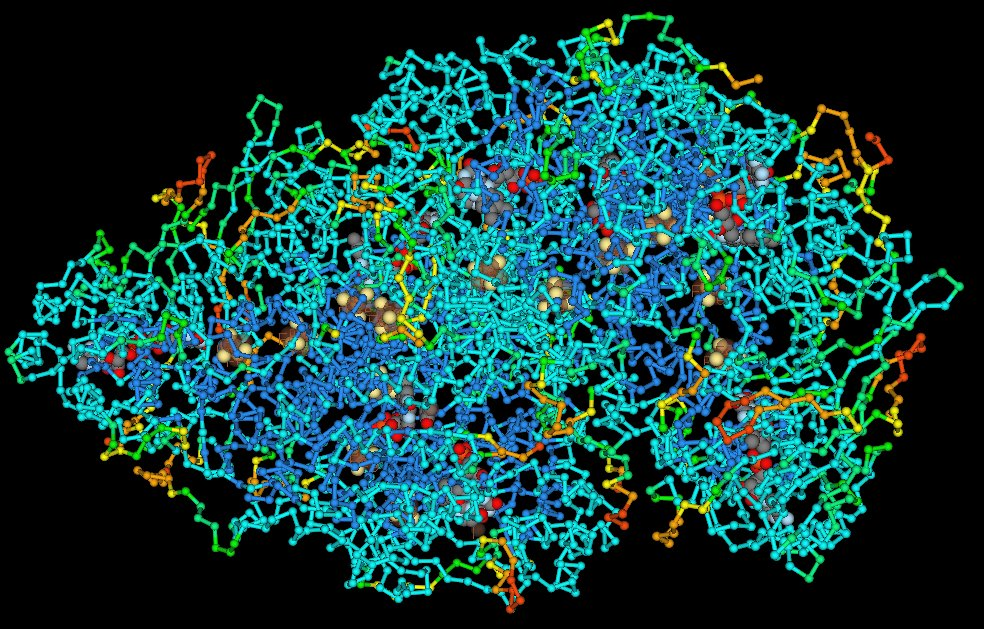
폴리펩타이드 고분자의 모습

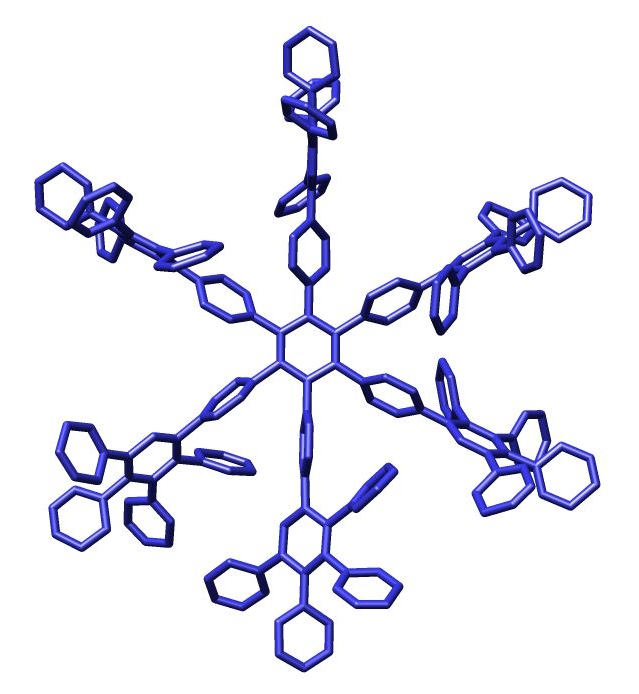
Structure of a polyphenylene dendrimer macromolecule reported by Müllen, et al.

고분자(高分子, 영어: macromolecule, high molecule)에 대한 명확한 정의는 존재하지 않으나 일반적으로 많은 작은 분자들로 이루어진 분자량이 1만 이상인 큰 분자를 말한다. 100개 이상의 원자로 구성되어 있다. 대개 중합체(Polymer)이다. 물질의 성질로서는 첫 번째로 분자량이 일정하지 않아 녹는점과 끓는점이 일정하지 않고, 두 번째로 액체 또는 고체로 존재한다. 세 번째로는 반응을 잘 하지 않아 안정적이다.
고분자의 종류로는 크게 합성 고분자와 천연 고분자로 나눌 수 있다. 천연 고분자의 예로는 탄수화물에서 알파 포도당이 축합반응을 하여 생성된 녹말, 베타 포도당이 축합반응을 하여 생성된 셀룰로스가 있다. 단백질도 천연고분자이다.
고분자 합성 반응의 종류에는 단계 중합, 라디칼 중합, 이온 중합 등이 존재한다.

## 특성
고분자는 종종 특이한 물리적인 특성이 있다. 예를 들자면, 용액에서의 DNA 조각들은 빨대로 용액을 빠는 것만으로 두 개의 조각으로 나누어 질 수 있다. 이것은 작은 분자에서의 일만이 아니다. Linus Pauling의 college chemistry 1964 edition에는 자연 상태의 DNA의 염기쌍은 5000쌍이 되지 않는다고 주장한다. 이러한 실수는 생화학자들이 무심코 혹은 지속적으로 이러한 시료들을 조각조각 부수었기 때문에 발생하였다. 사실 염색체의 DNA는 10억 쌍 이상의 염기쌍을 가진다.
고분자는 다른 물질이 가지는 일정한 녹는점 이외에 유리전이온도라는 특이한 상변이 온도를 가진다. 대부분의 물질은 특정 기압에서 녹는점을 기준으로 고체 액체의 구분이 가능한데 고분자는 특정 온도구간을 기준으로 딱딱한 고체인 유리상에서 점성과 탄성을 가지는 고무상으로 변화하게 된다. 이를 유리전이온도라고 한다.
또한 작은 분자체는 가지지 않는 고분자의 흔한 특성은 물, 혹은 물과 비슷한 용매에서의 불용성이다. 많은 고분자는 물에 용해되려면 소금이나 특정 이온이 필요하다. 비슷하게 많은 단백질은 용액의 상전이가 너무 높거나 너무 낮을 때 변형된다.
용액에서의 고분자 농도가 너무 높으면 다른 고분자의 반응에서의 평형상수와 반응 속도를 바꿀 수 있다. 이 현상은 거대 분자 군집이라 일컬어 진다. 이러한 현상은 고분자가 다른 분자를 용액에서 큰 부피를 차지하지 못하도록 배제시킴으로써 발생되는데, 이것은 이러한 분자들의 유효 농도를 증가시킨다.

## 결합
- 선형고분자(Linear Polymer) : 긴 사슬로 이루어져 있다. 보통 용매에 녹으며, 일반적인 온도하의 고체상태에서 고무상이나 유연한 물질 또는 유리상의 열가소성플라스틱으로 존재한다.
- 가지고분자(Branched Polymer) : 선형고분자에 가지가 붙어 있는 구조로서, 가지는 주 사슬과 동일한 기본구조를 갖고 있다. 선형고분자의 용매와 같은 용매에 녹으며, 가지가 많은 고분자의 경우 특정한 액체에 팽윤되기도 한다.
- 가교고분자(망상고분자)(Crosslinked / Network Polymer) : 사슬 사이에 1차결합이 존재한다. 따라서 용매에 의해 용해되지 않고 팽윤된다. 액체에 의해 팽윤되는 양은 가교밀도에 따라 다르다. 가교도가 높으면 다이아몬드 같은 단단하고 팽윤이 잘 되지 않는 물질이 된다.
- 스타고분자와 덴드리머(star polymer & dendrimer)[2] : 스타고분자는 중심으로부터 팔을 뻗고 있는 형태의 고분자이다. 중심으로부터 팔이 자라면서 제조되거나 미리 제조된 고분자들을 중심에 붙는 식으로 연결시켜 제조한다. 원칙적으로 스타고분자 내의 팔의 길이는 제한이 없다. 덴드리머 고분자들은 구조가 3차원이며 최종 외곽 형태가 구로 되어있다. 제조 방법은 '중심우선법'과 '팔우선법'으로 나뉘는데, '중심 우선법'은 3개 이상의 작용기를 갖는 단량체의 중심을 반응시켜 만들 수 있다. 연속된 층 또는 세대(generation)의 중심에서 더욱 멀리 움직이면서 분자의 성장이 일어나며 각 세대에서는 분자의 외곽쪽으로 작용기의 수를 배가시킨다. '팔우선법'은 각각의 가지가 많은 팔을 먼저 합성하고 마지막 단계에서 팔을 중심에 연결시켜 제조한다. 덴드리머의 구형 모양은 분자간 엉김(entanglement)을 제한하여, 벌크와 용액의 점도는 예상치보다 작다.

## 참조
1. ↑  Minton AP (2006). “How can biochemical reactions within cells differ from those in test tubes?”. 《J. Cell. Sci.》 119 (Pt 14): 2863–9. doi:10.1242/jcs.03063. PMID 16825427.
2. ↑  Mark, James E.; Allcock, Harry R.; West, Robert (2005년 5월 12일). 《Introduction》. Oxford University Press.